# Sittiparus
Genre
Sittiparus est un genre de passereaux de la famille des Paridae. Il comprend cinq espèces de mésanges.

## Répartition
Ce genre se trouve à l'état naturel en Asie de l'Est,,, et aux Philippines.

Répartition de Sittiparus.

## Liste alphabétique des espèces
Selon la classification de référence du Congrès ornithologique international (version 8.2, 2018) :
- Sittiparus castaneoventris (Gould, 1863) — Mésange de Gould
- Sittiparus olivaceus Kuroda, 1923 — Mésange d'Iriomote
- Sittiparus owstoni (Iijima, 1893) — Mésange d'Owston
- Sittiparus semilarvatus (Salvadori, 1865) — Mésange à front blanc
  - Sittiparus semilarvatus nehrkorni (Blasius, W, 1890)
  - Sittiparus semilarvatus semilarvatus (Salvadori, 1865)
  - Sittiparus semilarvatus snowi (Parkes, 1971)
- Sittiparus varius (Temminck & Schlegel, 1845) — Mésange variée
  - Sittiparus varius amamii Kuroda, 1922
  - Sittiparus varius namiyei (Kuroda, 1918)
  - Sittiparus varius orii Kuroda, 1923 †
  - Sittiparus varius sunsunpi (Kuroda, 1919)
  - Sittiparus varius varius (Temminck& Schlegel, 1845)